# Physalis fendleri
Physalis fendleri ist eine Pflanzenart aus der Gattung der Blasenkirschen (Physalis) in der Familie der Nachtschattengewächse (Solanaceae).

## Beschreibung
Physalis fendleri ist eine hoch wachsende, ausdauernde, krautige Pflanze, die dicht mit Trichomen behaart ist. Spärlich sind fein sternförmig verzweigte Trichome vorhanden, die Verzweigung ist jedoch nur unter dem Mikroskop zu erkennen. Die Laubblätter sind dreieckig bis eiförmig-lanzettlich und werden 1 bis 4 cm groß. Der Blattrand ist mehr oder weniger stark geschwungen-gezahnt. Die Krone ist gelb gefärbt und besitzt eine braun gefärbte Mitte. An der Frucht vergrößert sich der Kelch auf eine Länge von 2 bis 3 cm, seine Form ist dann eiförmig.

## Vorkommen
Die Art ist von Colorado bis nach Arizona und Mexiko verbreitet.

## Systematik
Innerhalb der Gattung der Blasenkirschen (Physalis) wird die Art in die Sektion Lanceolatae der Untergattung Rydbergis eingeordnet.

## Verwendung
Eine Verwendung als Nahrungsmittel ist von den Zuñi, die die Pflanze „Ke'tsitokia“ nennen, bekannt. Die Früchte werden dazu mit wenig Wasser gekocht und als Würzmittel verwendet.